# Climacoptera iraqensis
Climacoptera iraqensis är en amarantväxtart som beskrevs av Viktor Petrovitj Botjantsev. Climacoptera iraqensis ingår i släktet Climacoptera, och familjen amarantväxter. Inga underarter finns listade i Catalogue of Life.